# Elecciones federales de Canadá de 2015
Las elecciones federales de Canadá (formalmente, la 42.ª Elección General de Canadá) se celebraron el lunes 19 de octubre de 2015 para elegir a los 338 diputados de la Cámara de los Comunes, que debe nombrar un nuevo primer ministro. El Partido Liberal, liderado por Justin Trudeau, hijo del ex primer ministro Pierre Trudeau, ganó estas elecciones, dando fin a 9 años de gobierno de Stephen Harper.
En las elecciones anteriores, los liberales bajaron a 34 escaños, el menor número que habían ganado en su historia. Fue la primera vez desde la fundación de la nación que los liberales no habían sido elegidos en el gobierno o en la oposición oficial. Recogieron un escaño adicional en una elección complementaria y uno a través de una delegación. Aunque se esperaba que los liberales recuperaran gran parte de lo que habían perdido, en 2015 anotaron el segundo mejor desempeño en su historia, los 184 escaños son sólo superados por los 193 que ganaron en 1949. La victoria liberal provino principalmente de la fuerza de una sólida actuación en las provincias orientales del país. Se llevaron todos los asientos en el Atlántico canadiense, y también barrieron Toronto. También ganaron todo menos un distrito en Ottawa. Más notablemente, ganaron 40 de los 78 escaños de Quebec, en su mayoría al dominar Montreal. Fue la primera vez desde 1980 que los liberales habían ganado el mayor número de escaños en la Canadá francesa. Después de entrar en la elección con sólo cuatro diputados al oeste de Ontario, los liberales tuvieron su mejor actuación en el oeste de Canadá en más de dos décadas. Ellos no sólo tomaron todo menos un distrito en Winnipeg y todos menos dos distritos en Vancouver, sino que obtuvieron escaños en Alberta, por primera vez desde 2004. En particular, ganaron dos escaños en Calgary; habiendo ganado sólo tres escaños allí en toda su historia anterior a 2015.
Los conservadores perdieron 60 escaños, sobre todo en la parte oriental del país. Perdieron todos sus escaños en el Atlántico canadiense, la primera vez en décadas que un partido de centro-derecha ha sido completamente excluido de la representación parlamentaria en dichas provincias. Ellos también sufrieron fuertes pérdidas en Ontario, principalmente en el área metropolitana de Toronto.
Los nuevos demócratas, la oposición oficial en la legislatura anterior, cayó al tercer lugar con 44 escaños, perdiendo más de la mitad de su bancada. En su mayor parte, su apoyo desertó en favor de los liberales.
El Bloc Québécois hizo una modesta recuperación después de haber sido prácticamente diezmado en 2011, recuperándose a 10 escaños. Sin embargo, Gilles Duceppe, que había sido el líder del partido con más años de servicio en Canadá en el momento de su derrota en 2011, no logró recuperar a su antiguo escaño de Laurier-Sainte-Marie.

## Calendario electoral
| Fecha                    | Acontecimiento                                                                              |
| ------------------------ | ------------------------------------------------------------------------------------------- |
| 2 de agosto de 2015      | El Gobernador general de Canadá disuelve la 41a legislatura federal y convoca a elecciones. |
| 28 de septiembre de 2015 | Último día para presentar candidaturas en los distritos electorales.                        |
| 30 de septiembre de 2015 | Proclamación de la nómina oficial de candidatos.                                            |
| 19 de octubre de 2015    | Fecha de las elecciones.                                                                    |

## Contexto
En la última elección, la política canadiense sufrió un terremoto político y electoral, con la elección de un gobierno mayoritario conservador, este siendo el primero de este tipo desde el refundamiento del partido en 2003, y el primer gobierno mayoritario de derecha desde 1988, el desterramiento del Partido Liberal del segundo lugar y la avalancha naranja del NDP en la belle province. Sin embargo, la poca popularidad del gobierno de Stephen Harper, la muerte repentina del líder neodemócrata Jack Layton y su reemplazo por el poco carismático Tom Mulcair, y la elección de Justin Trudeau como timonel liberal modificó significativamente la balanza que se creía haber reinstalado en 2011. 

## Resultados
|  | 39.47 % |

|  | 31.91 % |

|  | 19.73 % |

|  | 4.67 % |

|  | 3.43 % |

|  | 0.28 % |

|  | 0.51 % |

|  | 99.32 % |

|  | 0.68 % |

|  | 100.00 % |

|  | 68.28 % |

##### Resultados por provincias
|                                    |                               |           |       |        |             |
| Columbia Británica · 42 bancas (6) |                               |           |       |        |             |
| Partido                            | Partido                       | Votos     | %     | Bancas | +/–         |
|                                    | Partido Liberal de Canadá     | 829.816   | 35.09 | 17/42  | 15          |
|                                    | Nuevo Partido Democrático     | 615.156   | 26.01 | 14/42  | 2           |
|                                    | Partido Conservador de Canadá | 708.010   | 29.94 | 10/42  | 11          |
|                                    | Partido Verde de Canadá       | 194.847   | 8.24  | 1/42   | Sin cambios |
|                                    | Otros                         | 16.947    | 0.72  | 0/42   | Sin cambios |
| Votos válidos                      | Votos válidos                 | 2.364.776 | 99.60 |        |             |
| Votos en blanco/anulados           | Votos en blanco/anulados      | 9.541     | 0.40  |        |             |
| Participación                      | Participación                 | 2.374.317 | 69.99 |        |             |
| Electores registrados              | Electores registrados         | 3.392.598 | 100   |        |             |
| Alberta · 34 bancas (6)            |                               |           |       |        |             |
| Partido                            | Partido                       | Votos     | %     | Bancas | +/–         |
|                                    | Partido Conservador de Canadá | 1.150.101 | 59.57 | 29/34  | 2           |
|                                    | Partido Liberal de Canadá     | 473.416   | 24.52 | 4/34   | 4           |
|                                    | Nuevo Partido Democrático     | 224.800   | 11.64 | 1/34   | Sin cambios |
|                                    | Partido Verde de Canadá       | 48.742    | 2.52  | 0/34   | Sin cambios |
|                                    | Otros                         | 33.582    | 1.74  | 0/34   | Sin cambios |
| Votos válidos                      | Votos válidos                 | 1.930.641 | 99.66 |        |             |
| Votos en blanco/anulados           | Votos en blanco/anulados      | 6.587     | 0.34  |        |             |
| Participación                      | Participación                 | 1.937.228 | 68.15 |        |             |
| Electores registrados              | Electores registrados         | 3.392.598 | 100   |        |             |
| Saskatchewan 14 bancas             |                               |           |       |        |             |
| Partido                            | Partido                       | Votos     | %     | Bancas | +/–         |
|                                    | Partido Conservador de Canadá | 267.937   | 48.55 | 10/14  | 3           |
|                                    | Nuevo Partido Democrático     | 138.574   | 25.11 | 3/14   | 3           |
|                                    | Partido Liberal de Canadá     | 131.681   | 23.86 | 1/14   | Sin cambios |
|                                    | Partido Verde de Canadá       | 11.527    | 2.09  | 0/14   | Sin cambios |
|                                    | Otros                         | 2.176     | 0.39  | 0/14   | Sin cambios |
| Votos válidos                      | Votos válidos                 | 551.895   | 99.66 |        |             |
| Votos en blanco/anulados           | Votos en blanco/anulados      | 1.897     | 0.34  |        |             |
| Participación                      | Participación                 | 553.792   | 71.05 |        |             |
| Electores registrados              | Electores registrados         | 779.405   | 100   |        |             |
| Manitoba 14 bancas                 |                               |           |       |        |             |
| Partido                            | Partido                       | Votos     | %     | Bancas | +/–         |
|                                    | Partido Liberal de Canadá     | 268.280   | 44.68 | 7/14   | 6           |
|                                    | Partido Conservador de Canadá | 224.527   | 37.39 | 5/14   | 6           |
|                                    | Nuevo Partido Democrático     | 81.960    | 13.65 | 2/14   | Sin cambios |
|                                    | Partido Verde de Canadá       | 18.944    | 3.15  | 0/14   | Sin cambios |
|                                    | Otros                         | 6.792     | 1.13  | 0/14   | Sin cambios |
| Votos válidos                      | Votos válidos                 | 600.503   | 99.55 |        |             |
| Votos en blanco/anulados           | Votos en blanco/anulados      | 2.737     | 0.45  |        |             |
| Participación                      | Participación                 | 603.240   | 67.93 |        |             |
| Electores registrados              | Electores registrados         | 887.983   | 100   |        |             |
| Ontario · 121 bancas (15)          |                               |           |       |        |             |
| Partido                            | Partido                       | Votos     | %     | Bancas | +/–         |
|                                    | Partido Liberal de Canadá     | 2.929.393 | 44.78 | 80/121 | 69          |
|                                    | Partido Conservador de Canadá | 2.293.393 | 35.06 | 33/121 | 40          |
|                                    | Nuevo Partido Democrático     | 1.085.916 | 16.60 | 8/121  | 14          |
|                                    | Partido Verde de Canadá       | 185.992   | 2.84  | 0/121  | Sin cambios |
|                                    | Otros                         | 46.878    | 0.72  | 0/121  | Sin cambios |
| Votos válidos                      | Votos válidos                 | 6.541.572 | 99.53 |        |             |
| Votos en blanco/anulados           | Votos en blanco/anulados      | 30.806    | 0.47  |        |             |
| Participación                      | Participación                 | 6.572.378 | 67.82 |        |             |
| Electores registrados              | Electores registrados         | 9.691.517 | 100   |        |             |
| Quebec · 78 bancas (3)             |                               |           |       |        |             |
| Partido                            | Partido                       | Votos     | %     | Bancas | +/–         |
|                                    | Partido Liberal de Canadá     | 1.515.673 | 35.73 | 40/78  | 33          |
|                                    | Nuevo Partido Democrático     | 1.075.366 | 25.35 | 16/78  | 43          |
|                                    | Partido Conservador de Canadá | 709.164   | 16.72 | 12/78  | 7           |
|                                    | Bloc québécois                | 821.144   | 19.36 | 10/78  | 6           |
|                                    | Partido Verde de Canadá       | 95.395    | 2.25  | 0/78   | Sin cambios |
|                                    | Otros                         | 24.745    | 0.58  | 0/78   | Sin cambios |
| Votos válidos                      | Votos válidos                 | 4.241.487 | 98.55 |        |             |
| Votos en blanco/anulados           | Votos en blanco/anulados      | 62.271    | 1.55  |        |             |
| Participación                      | Participación                 | 4.303.758 | 67.31 |        |             |
| Electores registrados              | Electores registrados         | 6.393.478 | 100   |        |             |
| Nueva Brunswick 10 bancas          |                               |           |       |        |             |
| Partido                            | Partido                       | Votos     | %     | Bancas | +/–         |
|                                    | Partido Liberal de Canadá     | 227.764   | 51.56 | 10/10  | 9           |
|                                    | Partido Conservador de Canadá | 112.070   | 25.37 | 0/10   | 8           |
|                                    | Nuevo Partido Democrático     | 81.105    | 18.36 | 0/10   | 1           |
|                                    | Partido Verde de Canadá       | 20.551    | 4.65  | 0/10   | Sin cambios |
|                                    | Otros                         | 296       | 0.07  | 0/10   | Sin cambios |
| Votos válidos                      | Votos válidos                 | 441.786   | 99.40 |        |             |
| Votos en blanco/anulados           | Votos en blanco/anulados      | 2.673     | 0.60  |        |             |
| Participación                      | Participación                 | 444.459   | 74.38 |        |             |
| Electores registrados              | Electores registrados         | 597.542   | 100   |        |             |
| Nueva Escocia 11 bancas            |                               |           |       |        |             |
| Partido                            | Partido                       | Votos     | %     | Bancas | +/–         |
|                                    | Partido Liberal de Canadá     | 324.816   | 62.03 | 11/11  | 7           |
|                                    | Partido Conservador de Canadá | 93.697    | 17.89 | 0/11   | 4           |
|                                    | Nuevo Partido Democrático     | 85.468    | 16.32 | 0/11   | 3           |
|                                    | Partido Verde de Canadá       | 17.630    | 3.37  | 0/11   | Sin cambios |
|                                    | Otros                         | 2.017     | 0.39  | 0/11   | Sin cambios |
| Votos válidos                      | Votos válidos                 | 523.628   | 99.54 |        |             |
| Votos en blanco/anulados           | Votos en blanco/anulados      | 2.441     | 0.46  |        |             |
| Participación                      | Participación                 | 526.069   | 70.81 |        |             |
| Electores registrados              | Electores registrados         | 742.931   | 100   |        |             |
| Isla del Príncipe Eduardo 4 bancas |                               |           |       |        |             |
| Partido                            | Partido                       | Votos     | %     | Bancas | +/–         |
|                                    | Partido Liberal de Canadá     | 51.002    | 58.30 | 4/4    | 1           |
|                                    | Partido Conservador de Canadá | 16.900    | 19.32 | 0/4    | 1           |
|                                    | Nuevo Partido Democrático     | 14.006    | 16.01 | 0/4    | Sin cambios |
|                                    | Partido Verde de Canadá       | 5.281     | 6.04  | 0/4    | Sin cambios |
|                                    | Otros                         | 295       | 0.34  | 0/4    | Sin cambios |
| Votos válidos                      | Votos válidos                 | 87.484    | 99.56 |        |             |
| Votos en blanco/anulados           | Votos en blanco/anulados      | 384       | 0.44  |        |             |
| Participación                      | Participación                 | 87.868    | 77.41 |        |             |
| Electores registrados              | Electores registrados         | 113.505   | 100   |        |             |
| Terranova y Labrador 7 bancas      |                               |           |       |        |             |
| Partido                            | Partido                       | Votos     | %     | Bancas | +/–         |
|                                    | Partido Liberal de Canadá     | 165.418   | 64.49 | 7/7    | 3           |
|                                    | Nuevo Partido Democrático     | 54.120    | 21.10 | 0/7    | 2           |
|                                    | Partido Conservador de Canadá | 26.469    | 10.32 | 0/7    | 1           |
|                                    | Partido Verde de Canadá       | 2.772     | 1.08  | 0/7    | Sin cambios |
|                                    | Otros                         | 7.725     | 3.01  | 0/7    | Sin cambios |
| Votos válidos                      | Votos válidos                 | 256.504   | 99.66 |        |             |
| Votos en blanco/anulados           | Votos en blanco/anulados      | 885       | 0.34  |        |             |
| Participación                      | Participación                 | 257.389   | 61.13 |        |             |
| Electores registrados              | Electores registrados         | 421.038   | 100   |        |             |
| Yukon 1 banca                      |                               |           |       |        |             |
| Partido                            | Partido                       | Votos     | %     | Bancas | +/–         |
|                                    | Partido Liberal de Canadá     | 10.887    | 53.65 | 1/1    | 1           |
|                                    | Partido Conservador de Canadá | 4.928     | 24.29 | 0/1    | 1           |
|                                    | Nuevo Partido Democrático     | 3.943     | 19.43 | 0/1    | Sin cambios |
|                                    | Partido Verde de Canadá       | 533       | 2.63  | 0/1    | Sin cambios |
| Votos válidos                      | Votos válidos                 | 20.291    | 99.54 |        |             |
| Votos en blanco/anulados           | Votos en blanco/anulados      | 94        | 0.47  |        |             |
| Participación                      | Participación                 | 20.385    | 75.84 |        |             |
| Electores registrados              | Electores registrados         | 26.879    | 100   |        |             |
| Territorios del Noroeste 1 banca   |                               |           |       |        |             |
| Partido                            | Partido                       | Votos     | %     | Bancas | +/–         |
|                                    | Partido Liberal de Canadá     | 9.172     | 48.34 | 1/1    | 1           |
|                                    | Nuevo Partido Democrático     | 5.783     | 30.48 | 0/1    | 1           |
|                                    | Partido Conservador de Canadá | 3.481     | 18.35 | 0/1    | Sin cambios |
|                                    | Partido Verde de Canadá       | 537       | 2.83  | 0/1    | Sin cambios |
| Votos válidos                      | Votos válidos                 | 18.973    | 99.45 |        |             |
| Votos en blanco/anulados           | Votos en blanco/anulados      | 104       | 0.55  |        |             |
| Participación                      | Participación                 | 19.077    | 63.36 |        |             |
| Electores registrados              | Electores registrados         | 30.110    | 100   |        |             |
| Nunavut 1 banca                    |                               |           |       |        |             |
| Partido                            | Partido                       | Votos     | %     | Bancas | +/–         |
|                                    | Partido Liberal de Canadá     | 5.619     | 47.11 | 1/1    | 1           |
|                                    | Nuevo Partido Democrático     | 3.171     | 26.58 | 0/1    | Sin cambios |
|                                    | Partido Conservador de Canadá | 2.956     | 24.78 | 0/1    | 1           |
|                                    | Partido Verde de Canadá       | 182       | 1.53  | 0/1    | Sin cambios |
| Votos válidos                      | Votos válidos                 | 11.928    | 99.21 |        |             |
| Votos en blanco/anulados           | Votos en blanco/anulados      | 95        | 0.79  |        |             |
| Participación                      | Participación                 | 12.023    | 59.37 |        |             |
| Electores registrados              | Electores registrados         | 20.252    | 100   |        |             |